# Meymac
Meymac település Franciaországban, Corrèze megyében. Lakosainak száma 2326 fő (2022. január 1.). Meymac Alleyrat, Ambrugeat, Chavanac, Combressol, Davignac, Maussac, Pérols-sur-Vézère, Saint-Angel, Saint-Germain-Lavolps, Saint-Merd-les-Oussines és Saint-Sulpice-les-Bois községekkel határos.

## Népesség
A település népességének változása:
| Lakosok száma | 2410 | 2523 | 2796 | 2661 | 2434 | 2455 | 2366 | 2308 | 2291 | 2326 |
|               | 1968 | 1982 | 1990 | 2006 | 2013 | 2015 | 2017 | 2019 | 2020 | 2022 |